# Lycée français de Bali
 (juin 2016).
Si vous disposez d'ouvrages ou d'articles de référence ou si vous connaissez des sites web de qualité traitant du thème abordé ici, merci de compléter l'article en donnant les références utiles à sa vérifiabilité et en les liant à la section « Notes et références ».
Le lycée français de Bali Louis-Antoine de Bougainville  (LFB, indonésien : Sekolah Perancis Bali), aussi connu sous le nom d’École internationale française de Bali (EIFB), est une école française internationale située à Umalas 2, Kerobokan (en), Bali, en Indonésie.
Fondé en 1996 à partir d'une structure informelle créée à Denpasar en 1991, il offre une éducation de la maternelle à la terminale.
Il s'agit d'une fondation de droit indonésien et d'un établissement français homologué par l'éducation nationale française. Il est partenaire de l'Agence pour l'enseignement français à l’étranger, et placé sous la tutelle de l'ambassade de France en Indonésie. C'est une école à but non lucratif, gérée par un comité de gestion.
Il fait partie du réseau mondial des 500 établissements français à l'étranger[réf. nécessaire]. Il compte actuellement 13 classes, de la maternelle à la terminale, environ 250 élèves.
Il a été récemment agrandi et rénové, et continue de se développer aujourd'hui. Il accueille les élèves français ou d'autres nationalités et suit les réglementations.

## Historique
Ouverte depuis 1991, l’école existe depuis 30 ans.

Le LFB ouvrait en 2009, les portes d'une classe de Seconde, suivie en 2010 par une classe de Première et en 2011 d'une classe de Terminale, en partenariat avec le CNED pour son lancement.
Aujourd'hui, l'école accueille de nombreux enfants saisonniers qui partagent leur scolarité entre Bali et la France.

## Structure et accueil
L'établissement accueille environ 250 élèves de 2 à 18 ans. Il est composé de 4 niveaux qui forment l'ensemble des cycles de l'enseignement pré-universitaire,
- L'école primaire :
  - Niveau maternelle, cycle 1
  - Niveau élémentaire, cycles 2 et 3
- Le collège
- Le lycée

## Programme d'éducation

### La pédagogie du LFB
Les grands objectifs du LFB se veulent ambitieux et en adéquation avec le réseau AEFE.
- Un enseignement précoce, unique et balisé dès l'école maternelle.
- Un enseignement français de qualité, des enseignants hautement qualifiés.
- Un enseignement précoce et renforcé des langues vivantes.
- Un dispositif d'accueil en français deuxième langue pour les élèves non-francophones.
- Une éducation citoyenne, responsable et respectueuse.
- Un enseignement des sciences attractif, un matériel moderne.
- Un enseignement du sport scolaire et extra-scolaire riche et varié.
- Une pédagogie de projet favorisant le plurilinguisme et l'inter-culturalité.
- Une ouverture sur le pays d'accueil.
- Des locaux et des équipements modernes.
- Une orientation active permettant l'entrée des élèves dans les meilleures écoles et universités en France comme à l'étranger.

### Les spécificités du LFB
- L'apprentissage précoce et renforcé de 4 langues étrangères : le LFB propose un dispositif trilingue français-anglais-indonésien, mis en place dès l'âge de 2 ans dans la première section de maternelle, et l'introduction à l'espagnol dès la classe de 6e. L’école propose également une préparation aux diplômes étrangers tels que des diplômes d’anglais l’IELTS, TOEFL, Cambridge, et d’espagnol DELE.
- La découverte et l'étude des cultures locales, l'ouverture sur le monde et l'environnement proche : l'étude des cultures indonésiennes à travers un calendrier d'actions internes riche (ateliers, spectacles, événements, productions artistiques, échanges scolaires), des sorties pédagogiques et de voyages scolaires à thème.
- Les parcours personnalisés des élèves : le LFB met en place des dispositifs de différenciation et d'aide, de cours spécifiques pour les enfants présentant des difficultés, des carences ou des handicaps, ou ayant des troubles des apprentissages. Un dispositif de renforcement du français (FLE/FLSCO) pour les enfants non ou peu francophones.
- L'éducation artistique : le LFB propose des productions théâtrales, plastiques ou musicales. Il propose également des expositions, des spectacles, des visites de musées, et de galeries.
- Le club de théâtre du LFB
- Le sport scolaire : en scolaire ou extra-scolaire, sur nos installations ou en extérieur comme la natation scolaire au collège et au lycée, ou encore l'école de surf à partir du CP en extrascolaire ou intégrée aux cycles du collège.
- L'éducation à l'autonomie, à la citoyenneté, au respect des autres et l'environnement : À partir d'actions et de sorties, le LFB promet une éducation à la protection de l'environnement, au recyclage, à l'hygiène, au partage et à la solidarité,

## Organisation au LFB

### Les instances du LFB
- Le comité de gestion

Il est composé d'un président, de 6 membres élus par l'association des parents d'élèves et adjoints de 7 membres avec voix consultative.
- Le conseil d'établissement

Il est présidé par le chef d'établissement, et composé de parents, de personnels ainsi que d'élèves élus. Il joue un rôle essentiel au plan d'organisation et du fonctionnement des établissements dans le domaine de la pédagogie, des enseignements et de la vie scolaire.
C'est en son sein que se discute et est voté le projet d'établissement, que s'évaluent les actions conduites et se discutent les nouvelles orientations pédagogiques, dans le cadre politique et financier défini par le comité de gestion.
Enfin, le conseil d'établissement est notamment consulté sur l'évolution des structures pédagogiques, des activités extrascolaires et associatives, sur l'hygiène, la sécurité, les outils de communication avec les familles, la carte des emplois, la formation des personnels, ou les actions d'orientation des élèves.
- La Yayasan

Composée de 7 membres, la Yayasan est la fondation de droit indonésien a but éducatif. Elle est l'instance responsable vis-à-vis des autorités indonésiennes et traite les questions juridiques et foncières.

### Équipe pédagogique

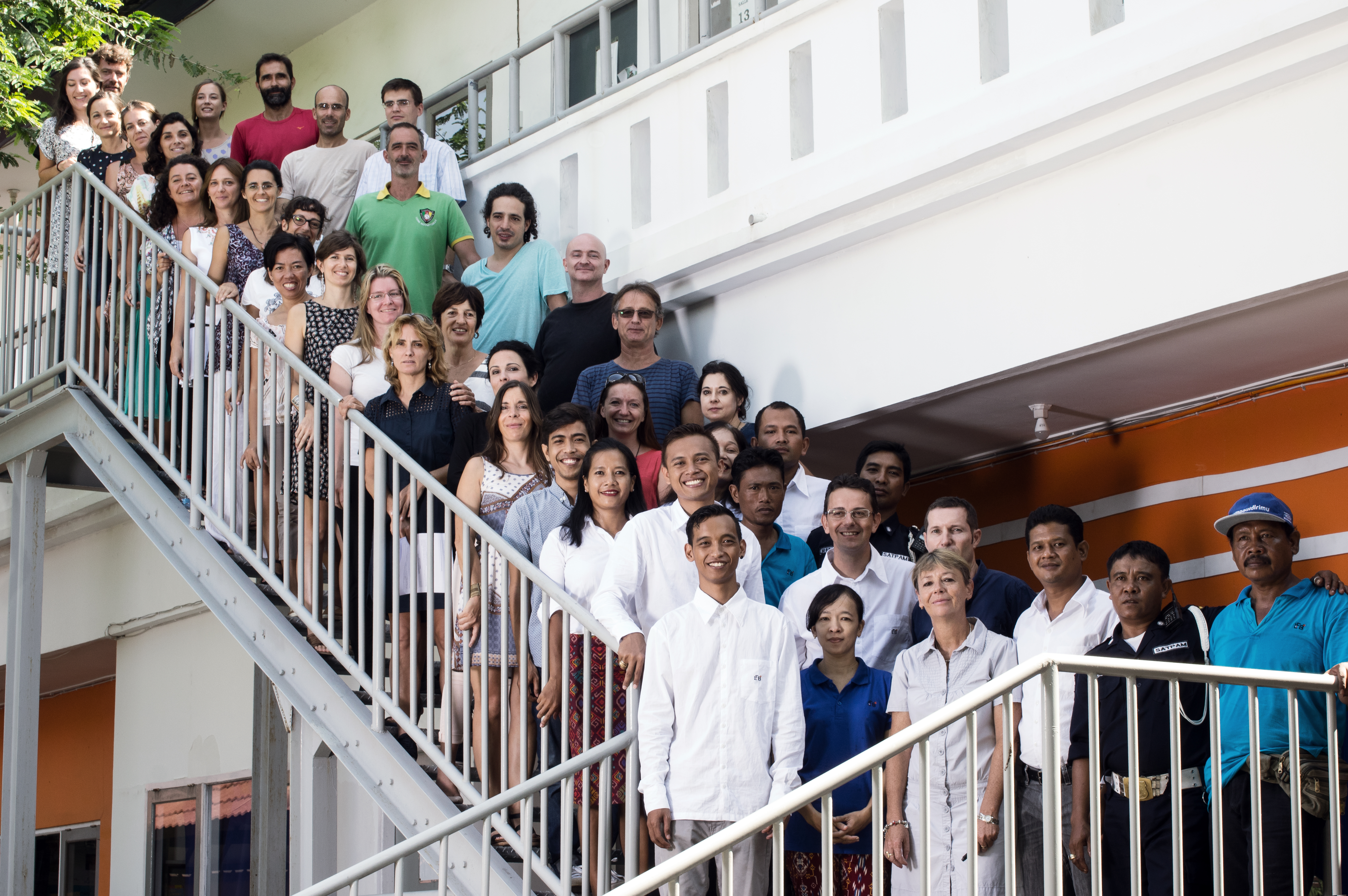
L'équipe du LFB

L’équipe pédagogique du lycée français de Bali compte plus de 70 personnes.
Ces professeurs sont, pour le premier degré, des professeurs des écoles, des professeurs d’anglais, d’indonésien, de FLE (français langue étrangère) et assistantes maternelle ainsi que, pour le second degré, des professeurs dans chaque matière.
L’équipe du Lycée français de Bali est également composée d’une documentaliste, une équipe de vie scolaire de trois personnes, une infirmière et une orthophoniste.
Le lycée bénéficie d’un chef d’établissement et de son adjoint, assurant aussi les tâches de CPE (conseiller principal d’éducation) et de PRIO (personnel ressource et information et orientation). Ils assurent tous deux le pilotage de l’établissement selon les instructions des tutelles ministérielles.
Enfin, un directeur financier est présent. Il dirige les équipes administratives (comptabilité, maintenance, informatique, coursier) et assure la gestion quotidienne de l’établissement. Une trentaine de personnels de service, de sécurité, de jardinage sont également au service du LFB.

### Les Partenariats
Le LFB accueille des stagiaires de l'UQAM(Université du Québec à Montréal).

### Les locaux
Le LFB est formé de locaux complets avec des salles de cours adaptées à chaque niveau, un laboratoire, une salle des professeurs, un CDI, une salle informatique, une infirmerie, un gymnase, des tables de restauration ou encore des jeux pour les enfants.

## Vie des élèves

### Activités
- BSSA

Chaque année le LFB participe au BSSA (Bali School Sport Association). Le BSSA est une association regroupant une douzaine d'écoles internationales de Bali autour de rencontres et compétitions sportives telles que le football, le volleyball, le basketball, la natation, l'athlétisme, cross avec l'aide de professeur de sport et de l'équipe enseignante.
Les rencontres concernent principalement les élèves volontaires de 6 à 14 ans, en fonction des équipes qui peuvent être constituées. Il existe cependant une section "senior" qui regroupe les élèves de plus de 15 ans.
Ce sont des activités facultatives dont le but est de promouvoir le sport scolaire et de développer l'esprit sportif aux travers des rencontres.
- OPEX (Offre Pédagogique Extrascolaire)

Les activités de l'OPEX sont proposées aux élèves chaque jour, après la classe.
De nature sportive, artistique, culturelle ou linguistique, elles sont prises en charge par le personnel du LFB et parfois, par des intervenants extérieurs.
L'étude dirigée, le centre aéré durant les vacances et la garderie du soir sont également intégrés à l'OPEX.

### Orientation
Le personnel enseignant, piloté par un PRIO (personnel ressource en information et orientation) est là pour les y aider avec du matériel et des ressources adéquats comme un forum des métiers, des conférences, un kiosque orientation au CDI, des publications disponibles, des entretiens d'orientations réguliers, des actions en direction du parcours des métiers et des formations dès le début du collège.
Sous la tutelle de l'AEFE, des formations sont proposées aux équipes enseignantes pour que ce dispositif soit le plus performant possible et conduisent les élèves vers les universités, écoles ou instituts en France comme à l'étranger.
Enfin, le site AGORA permet la mise en relation des jeunes anciens élèves du réseau avec les lycées des établissements français à la recherche d'informations sur leurs futures études supérieures.

## Résultats des examens
Le LFB prépare aux examens du DNB (diplôme national du brevet) passé en fin de classe de 3e au LFB, et du baccalauréat passé également au LFB.
Les élèves bénéficient d'une solide préparation sur le cycle terminal avec un encadrement de proximité de la part de l'équipe enseignante. Des petits groupes de travail sont organisés, une aide et une attention particulières envers les élèves les plus fragiles.